# Józef Mehoffer
Józef Mehoffer (19. března 1869, Ropczyce – 8. července 1946, Wadowice) byl polský malíř a dekorativní umělec, jedním z vedoucích umělců hnutí Mladého Polska a jeden z nejvíce oceňovaných umělců své doby.

## Život
Mehoffer se narodil ve městě Ropczce, studoval malířství na Akademii krásných umění v Krakově pod vedením Władysława Łuszczkiewicza a později na Akademii krásných umění ve Vídni, stejně tak mezi jinými v Paříži na Académie Colarossi. Zde Mehoffer začal malovat portréty, často lidí, kteří byli historicky významní. Později svoji práci rozšířil, aby zahrnovala různé techniky, jako je grafické umění, vitráže, textil, křídové kresby, lepty a knižní ilustrace. Vytvořil scénické návrhy pro divadlo a návrhy stylizovaného nábytku.
Mehoffer získal mezinárodní chválu za svá vitrážová okna v gotickém univerzitním kostele svatého Mikuláše ve Fribourgu ve Švýcarsku, která vytvořil v letech 1895 až 1936. Jeho další vitráže zahrnují Radziwillskou kapli v obci Balice (1892), Grauerovu hrobku v Opavě (1901, dnes jsou zde kopie), kostel v Jutrosinu (1902), kapli svatého Kříže na Wawelu (1904), pohřební kapli v Goluchówě (1906), kapli varhaníků ve Vídni (1910), katedrálu ve Włocławku (1935–1940), katedrálu v Przemyśli (1940) a pro kostel v Dębnikách (1943, dnes součást Krakova). V kostele Nejsvětějšího Srdce Ježíšova ve městě Turek[nepřesný odkaz] jsou vitráže a také nástěnné malby od Mehoffera.
Mehoffer během své kariéry prozkoumal různé materiály včetně různého aplikovaného umění ve svých projektech. Vyrobil množství obálek knih, ornamentů a plakátů. Mehoffer – mimo své mnohostrannosti stran umění v ateliéru – se stal známý pro svoje fresky, které jsou často reminiscencemi na středověké umění. Často spolupracoval s malířem Stanisławem Wyspiańskim a malířem Janem Matejkem. Zemřel ve Wadowicích.